# 빌라프란카디베로나
빌라프란카디베로나(이탈리아어: Villafranca di Verona)는 이탈리아 베네토주 베로나도의 코무네이다.
역사적으로 제２차 이탈리아 독립전쟁의 결착이 붙은「비라후란카의 화」의 장소로서 기억되고 있다.